# Copiapoa calderana
Copiapoa calderana là một loài thực vật có hoa trong họ Cactaceae. Loài này được F.Ritter mô tả khoa học đầu tiên năm 1959.

## Hình ảnh

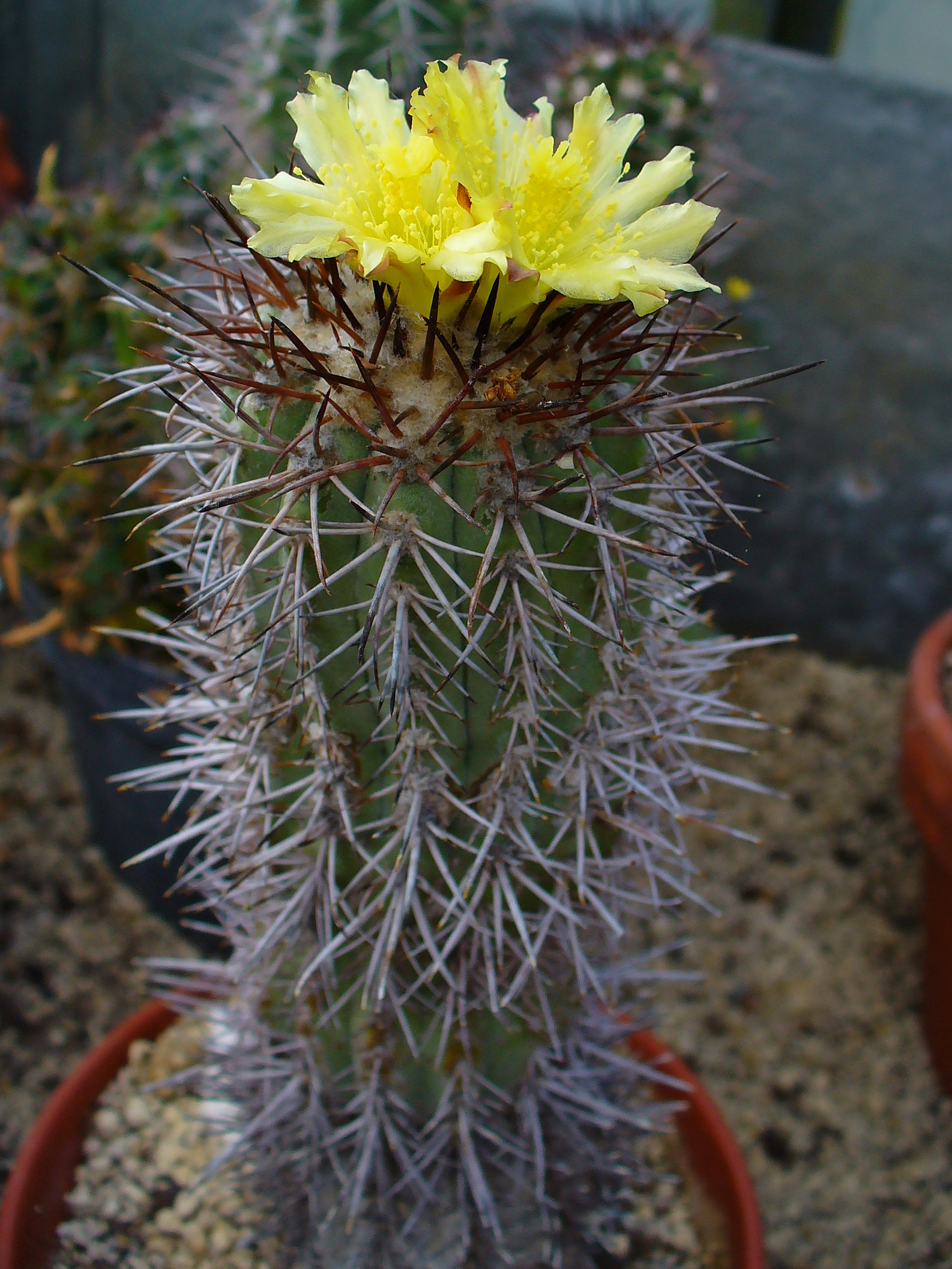